# Motuhoropapa Island
Motuhoropapa Island ist eine kleine unbewohnte Insel von Neuseeland im Hauraki Gulf nahe der Ostküste der neuseeländischen Nordinsel. Das Eiland ist die nordwestlichste Insel der Inselgruppe The Noises.